# 太平黒沢
太平黒沢（たいへいくろさわ）は秋田県秋田市にある大字。郵便番号は010-1105。住居表示未実施地区。

## 地理
秋田市の東部、太平地区の中では中央南から北東にかけて位置する。平成の大合併で河辺郡河辺町を編入するまで、越家森（おっけさ、標高827m）南方の稜線部が秋田市の最東端であった（現在の最東端は河辺岩見の丹波森東）。
南部を太平川が東西に横断し、南西部の太平寺庭との境で小黒沢川（こぐろさわがわ）が合流する。太平川流域が平野部で、並行して秋田県道28号秋田岩見船岡線及びその旧道（太平街道）が走り、県道・街道の周辺に集落が集中している。集落周辺と太平川支流の谷底に農地がある他は山林地帯である。字払川に勝手神社が鎮座する。
北は仁別、東は河辺三内、南東は太平山谷、南は太平中関、西は太平寺庭、北西は太平八田に隣接する。

### 小字
20の小字が現存する。
- 字稲荷（いなり）
- 字牛舞沢（うしまいざわ）
- 字大蛇沢（おおへびざわ）
- 字大屋木（おおやぎ）
- 字岡畑（おかばた）
- 字葛原（くぞはら）
- 字子田（こだ）
- 字砂子沢（さこざわ）
- 字館越（たてこし）
- 字野崎（のざき）
- 字払川（はらいかわ）
- 字東又（ひがしまた）
- 字蛭田（ひるた）
- 字二タ又（ふたまた）
- 字舟津田（ふなつだ）
- 字平沢（へいざわ）
- 字平速沢（へいそくざわ）
- 字堀田（ほった）
- 字真木（まぎ）
- 字矢櫃（やびつ）

### 河川
- 太平川
  - 小黒沢川
  - （支流多数）

## 歴史
中世には大江氏（永井氏）の支配下にあり、館腰（館越、たてのこし）は家臣の嵯峨氏が居館を構えていた土地であるという（秋田風土記）。文禄元年8月22日（1592年9月27日）の「秋田家分限帳写」に館岡半兵衛代官所の中で「黒沢村 583石余」とあるのが初見資料である（秋田図書館所蔵文書）。
江戸時代を通じて久保田藩領で、「正保国絵図」では寺庭村と合わせて石高を表記されている。「享保郡邑記」では37軒あって、うち枝郷の台菅野（だいすがの）村・稲荷村の2ヶ村分が9軒となっている。台菅野村は元は小田と呼ばれ、若宮八幡社のための寄進田があった。「寛政村附帳」では親郷目長崎村の寄郷とされ、当高225石余（うち蔵分211、給分14）。「天保郷帳」では296石余で、「羽陰温故誌」によるこの頃の人口は186、馬30であった。

### 沿革
- 1873年（明治6年）3月 - 大区小区制の改正に伴い、秋田郡黒沢村は秋田県第1大区6小区に属した[6]。
- 1878年（明治11年）5月20日 - 東嶺学校が開校する[7]。
- 1884年（明治17年）頃 - 郡区町村編制法の下で、南秋田郡目長崎村・八田村・中関村・寺庭村・黒沢村・山谷村が連合。戸長役場は目長崎村に設置される[5]。
- 1887年（明治20年） - 連合6ヶ村の戸数491、人口3,095（地方行政区画便覧）[8]。
- 1889年（明治22年）4月1日 - 町村制施行に伴い、連合6ヶ村が合併し南秋田郡太平村が発足。太平村大字黒沢となる[5]。
- 1954年（昭和29年）10月1日 - 太平村が秋田市へ編入されたことに伴い、名称に「太平」を冠した上で秋田市の大字となる[5]。

### 字域の変遷
地区内で町名整理・住居表示実施その他に伴う区画変更は行われていない。

## 世帯数と人口
2016年（平成28年）10月1日現在の世帯数と人口は以下の通りである。
| 大字                 | 世帯数  | 人口  |
| -------------------- | ------- | ----- |
| 太平黒沢（小字全域） | 116世帯 | 301人 |

## 交通

### 鉄道
地区内に鉄道路線・駅は無い。最寄り駅はJR東日本奥羽本線・羽越本線・秋田新幹線の秋田駅。

### バス
- 秋田中央交通
  - 《太平線》 - 稲荷 - 稲荷上丁 - 館越 - 黒沢下丁 - 黒沢上丁 - 勝手神社前 - 寿橋 -

### 道路
- 秋田県道28号秋田岩見船岡線
  - 太平街道

## 施設

### 字稲荷
- 稲荷公民館

### 字葛原
- 秋田市上下水道局太平黒沢ポンプ場

### 字砂子沢
- 砂子沢館越町内会館

### 字払川
- 勝手神社